# Battaglia di Les Irois (1797)
La seconda battaglia di Les Irois fu un episodio della rivoluzione haitiana.

## La battaglia
Attaccati nuovamente a Les Irois, i repubblicani francesi risposero agli inglesi con un nuovo scontro. A corto ben presto di munizioni, i repubblicani decisero di ritirarsi strategicamente a Tiburon lasciando il paese nuovamente nelle mani degli inglesi.